# 小行星3971
小行星3971（英語：3971 Voronikhin）是一颗围绕太阳公转的小行星。1979年12月23日，柳德米拉·瓦斯列娜·朱然勒娃在克里米亚发现了此天体。
这颗小行星的绝对星等为84.04095等。